# Daniel Dočekal
Daniel Dočekal (nebo též Daniel Bradbury Dočekal, * 1967) je český internetový publicista, zakladatel bývalého internetového magazínu Svět Namodro a odborník na sociální sítě. Podílel se na rozvoji českého Internetu a českého (i slovenského) Fidonetu. Dříve používal na weblogu Pooh.cz přezdívku MedvídekPů podle svého oblíbeného hrdiny.
Dočekal později prodal Svět Namodro agentuře M.I.A.. Když byla M.I.A. koupena Českým Telecomem (později Telefónica O2 Czech Republic), zůstal zde a podílel se na portálu Quick.cz. Český Telecom později Svět Namodro zrušil. Dočekal nedlouho poté vymyslel a vytvořil kolektivní weblog Prostý Občasník Originálního Humoru (Pooh.cz). Od prosince 2006 se věnuje projektu DigiWeb.cz. Na počátku března 2007 se stal šéfredaktorem zpravodajského serveru Hospodářských novin www.iHNed.cz, který v říjnu roku 2007 opustil. Nyní pracuje jako redaktor a blogger časopisu Inside, věnovaného trendům a strategiím na českém trhu IT. Web časopisu běží na stejném redakčním systému, jaký Dočekal používá na Pooh.cz. Tento vlastní redakční systém s názvem PRS (Půův Redakční Systém) Daniel Dočekal také dříve nasadil v internetové divizi AutoCont On Line, společnosti Autocont, kde dříve pracoval.
Dalším projektem Daniela Dočekala byl Gutenberg.cz, který vyvíjel pro společnosti Ringier a Neoluxor. Ze strany Ringieru o projekt přestal být zájem, když se společnost spojila s Axel Springer, Neoluxor podle tiskové mluvčí odrazovaly vysoké náklady a problém se zabezpečením.
Daniel Dočekal dlouhodobě spolupracuje s webzine lupa.cz a má na kontě téměř 2500 článků (listopad 2015).
Od dubna roku 2012 píše pravidelně sérii článků #TYDEN na lupa.cz popisujících události z uplynulého týdne z různých oborů (internet, hry, bezpečnost, software, sociální sítě, apod.).
Od ledna 2015, provozuje web 365tipů, kde každý den vyjde jeden tip. Tipy se zabývají poměrně širokou škálou témat, ale ve většině případů se nějak týkají počítačů nebo internetu.
Na Křišťálové lupě se v roce 2015 umístil dvakrát jeho projekt 365tipu.wordpress.com v kategoriích One (wo)man show a Obsahová inspirace.